# Widelands

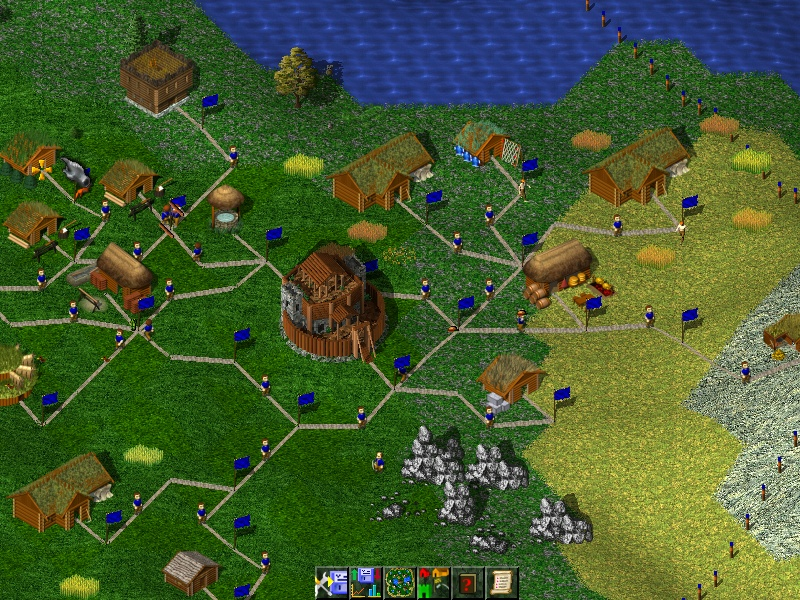
Captura de pantalla.

Widelands es un videojuego de estrategia en tiempo real. Este videojuego es software libre bajo la Licencia Pública General de GNU. Widelands toma muchas ideas y es bastante similar a The Settlers y The Settlers II. El juego tiene soporte en varios sistemas operativos como GNU/Linux, BSD, Mac OS X y Windows.

## Modo de juego
Widelands incluye modos de juego de un jugador y multijugador en red e internet, así como misiones de campaña de un jugador. Incluye un sistema de internacionalización con traducciones al alemán, checo, eslovaco, español, finés, francés, gallego, hebreo, húngaro, inglés, neerlandés, polaco, ruso, sueco. Los jugadores pueden elegir una tribu de entre tres (atlantes, bárbaros e imperio). Widelands dispone de dos misiones que actúan de tutorial. Los jugadores avanzados puede editar sus propios mapas con el editor de mapas que se incluye. También es posible importar y jugar los mapas originales de The Settlers II.

## Desarrollo
La versión 1.0 fue liberada el 15 de junio de 2021, considerada la primera versión estable y completa del juego por parte de los desarrolladores.